# Scuola dei Fruttaroli
La Scuola dei Fruttaroli abritait l’école de dévotion et de charité de l’art des marchands de fruits de Venise. Elle est située fondamenta de Santa Maria Formosa dans le sestiere de Castello.

## Historique

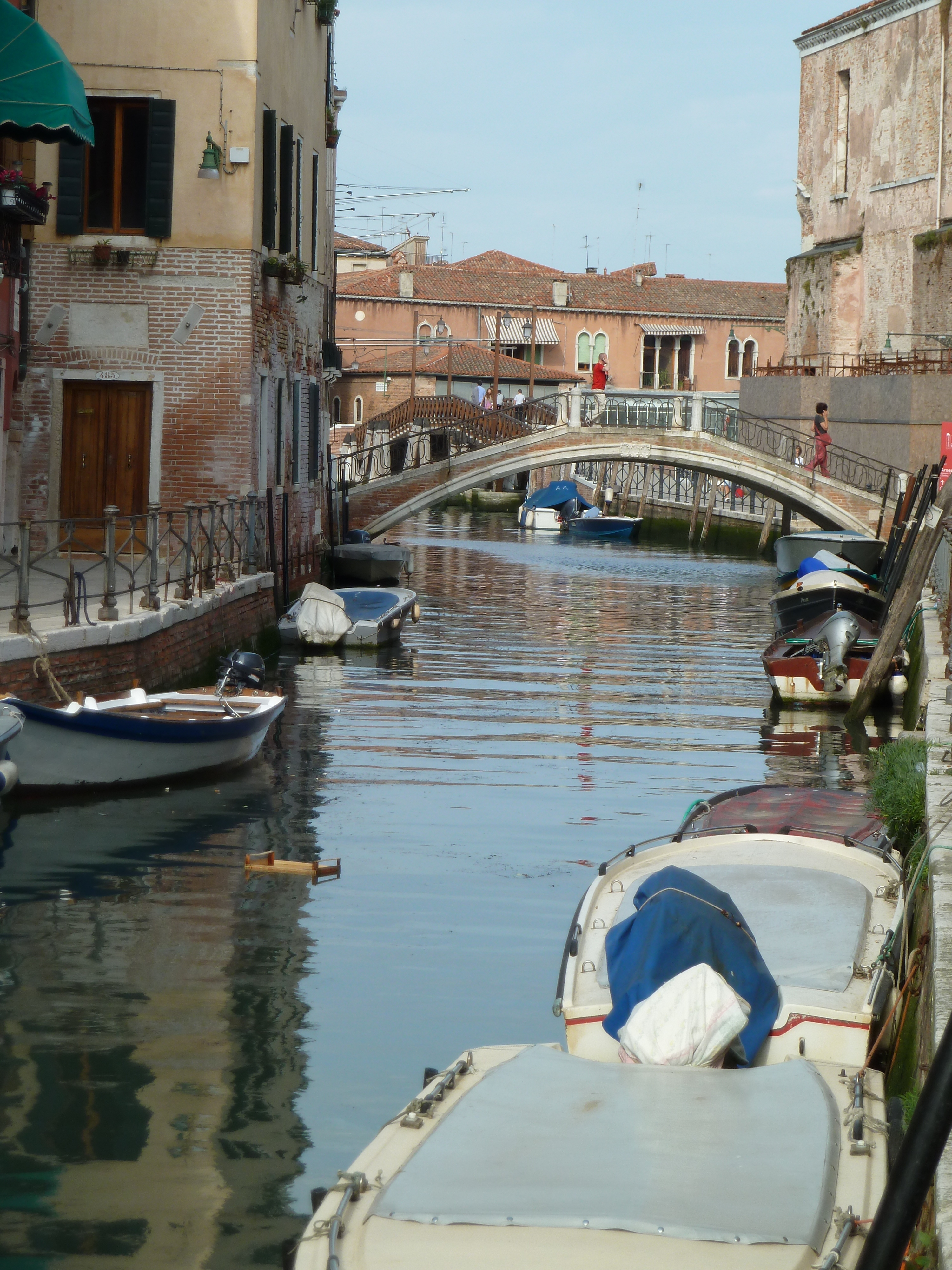
l'ex-Hospice dei frutarioli à gauche, au 485 des fondamenta S.Gioachino

L'autorisation définitive de créer l'école fut donnée en 1423 par le Conseil des Dix.

## L'art des frutarioli
Les frutaroli  étaient des marchands de fruits et légumes.
L'art réunissait en son sein les branches (colonelli) suivantes :
- Frutarioli : vendeurs de fruits[2].
- Erbarioli : Marchands ambulants de légumes et d'herbes
- Naranzeri : Vendeurs d'agrumes
- pescaori de la gastaldia di San Nicolò e Anzolo Raffael : vendeurs de pêches

Le saint patron de l'art était San Giosafatte. L'autel se trouvait dans l'église Santa Maria Formosa, aile gauche, deuxième chapelle, maintenant dédiée au Sacré-Cœur, avec des chérubins sculptés tenant un panier de fruits.
Les statistiques de 1773 comportaient 382 capimaestri, 48 garzoni, 58 ouvriers, 382 magasins et 7 lieux fermés.